# Basem Fathi
Basem Fathi (en árabe: باسم فتحي عمر عثمان‎; Amán, Jordania, 1 de agosto de 1982) es un exfutbolista de Jordania que jugaba en la posición de defensa.

## Carrera

### Club
| Periodo   | Club                      |
| --------- | ------------------------- |
| 2000-2015 | Al-Wehdat SC              |
| 2009      | → Al-Watani Club (cedido) |
| 2015–2016 | Al-Shamal SC              |
| 2016–2018 | Al-Wehdat SC              |
| 2019      | Shabab Al-Aqaba Club      |

### Selección nacional
Jugó para Jordania en 76 ocasiones de 2004 a 2014 y anotó un gol en la derrota por 1-3 ante China el 29 de febrero de 2012 en Guangzhou por la Clasificación de AFC para la Copa Mundial de Fútbol de 2014. Participó en la Copa Asiática 2011 y en tres ediciones del Campeonato de la WAFF.

## Logros
- Liga Premier de Jordania (7): 2004–2005, 2006–2007, 2007–2008, 2010–2011, 2013–2014, 2014–2015, 2017-18
- Copa de Jordania (5): 2000, 2009–2010, 2010–2011, 2013–2014
- Copa FA Shield de Jordania (5): 2002, 2004, 2008, 2010, 2017
- Supercopa de Jordania (9): 2000, 2001, 2005, 2008, 2009, 2010, 2011, 2014, 2018